# Zaumia kusceri
Zaumia kusceri е вид охлюв от семейство Hydrobiidae. Видът е критично застрашен от изчезване.

## Разпространение
Разпространен е в Северна Македония.